# Gospodarska sloga
Gospodarska sloga je bila organizacija koju je osnovala Hrvatska seljačka stranka u srpnja 1935. godine. Osnovana je zbog loših životnih uvjeta seljaštva u Hrvatskoj, a radi poboljšanja istih. Osnovana je u Zagrebu pod nazivom: Sloga, kulturno gospodarska i pripomoćna zadruga s ograničenim jamstvom. Izdavala je glasilo Gospodarsku slogu.
Prva akcija Gospodarske sloge provedena je na području Zagreba i sastojala se iz pružanja pomoći nezaposlenom radništvu, kojega je u gradu u to vrijeme bilo mnogo, a živjelo je u teškim i sup-standardnim uvjetima. No uskoro se akcije šire i na daljnja područja pogođena sušama i drugim nedaćama. Tako su akcije obuhvatile velike dijelove Dalmacije, Bosne i Hercegovine, Like, pa čak i neke dijelove Slovenije i Srbije.
Jedan od poznatih čelnika ove ustanove je bio hrvatski ekonomist i suautor ondašnje gospodarskog programa HSS-a Rudolf Bićanić. Odjel za socijalnu pomoć, jedan od najvažnijih dijela Gospodarske sloge vodio je također ugledni član HSS-a, dr. Juraj Krnjević. Rad Gospodarske sloge zabranjen je uspostavom NDH.
Rad Gospodarske sloge je obnovljen 1992. godine.